# 斎藤桃子
斎藤 桃子（さいとう ももこ、本名同じ、1982年6月30日 - ）は、日本の女性声優。兵庫県宝塚市出身。フリー。

## 経歴
小さい頃から、アニメやヒーローもの、映画などのように現実では有り得ないことを描いていたこと、魔法が使えたりヒーローになれたりするなどそういう世界が好きだった。その時に「魔法使いやヒーローになるには、どうしたらいんだろう?」と考えており、子供の頃は「そういう世界が現実にある」と思っていた。中学生の頃、声優ファンだった友人から職業としての声優を知り、「キャラクターに魂を吹き込む人がいたんだ」と思った。しかし、何をしたら西友になるのかがわからず、自分の持っていたコミックを声に出して読んだり、洋画で字幕を見て声をあてたり、キャラクターソングを皆の前で歌ったりしていた。喋ることも好きだったことから、「ラジオのパーソナリティもやりたいな」と思い、ラジオも聴いていた。好きで聴いていたラジオパーソナリティが丹下桜や三重野瞳であり、その時の斎藤は「声優もパーソナリティも勉強できる学校に行こう」と考えていたという。
高校時代、友人からラジオパーソナリティのオーディションに誘われ、小さい頃に通っていた声楽の学校の講師から声優の仕事を薦められ、声優の仕事に興味を持っていたこともあり、オーディションを受ける。結果、オーディションに合格し声に関わる仕事に就く。
1999年、現役高校生パーソナリティとしてラジオ番組『小野坂・桃井・ももこの電脳戦隊モモンガーW』に出演。高校卒業後は日本工学院専門学校演劇俳優科声優コース第26期生からRAMS Professional Educationへと進み、それぞれの在学中、ラジオ番組やイベントなどへの出演を行っていた。
2005年4月、ラムズ所属の井ノ上奈々・庄子裕衣・宮崎羽衣と声優ユニット「クローバー」を結成、CDリリースやラジオパーソナリティなどの活動をスタート。ユニットメンバーらと共に出演した『IZUMO -猛き剣の閃記-』で声優デビューする。
同年10月『SoltyRei』で初主演、2006年『錬金3級 まじかる?ぽか〜ん』、『ちょこッとSister』で連続してヒロイン役を務めた。
2008年2月より、所属事務所のラムズを退所し、フリーになった。その後は家庭の事情からOLをしながらアフター5に声優業をする生活を送っていた。
なお、2010年12月の本人ブログ移転時に出身地の表記を兵庫県に統一している。
2016年1月5日、自身のブログで結婚を報告した。結婚後は、夫とその間に生まれた子供がいる。

## 人物
公式プロフィール上では東京都出身だったが、幼少期は関西方面も含めて転勤を繰り返し、小学校低学年まで茨城県に在住、小学校の途中に東京都に引っ越したとラジオで語っている。2010年12月の本人ブログ移転時に前述のとおり兵庫県に表記を統一。
家族構成は父、母、弟、オカメインコのペット「ピーちゃん」。変わり者が多いという家族の話はトークのネタによく登場するが、自分がネタにされることを嫌がる弟にはラジオ番組を持っていることを隠しているという。
趣味・特技は書道、フルート、絵画、映画鑑賞、旅行、美術館めぐり、温泉めぐり、シーズンごとにDランドに行く、ヨガ、世界の雑貨集め、キアヌ・リーブス。絵・イラストが得意で、出演アニメのスピンオフ企画などにも生かされている。
テレビアニメ『ちょこッとSister』作中でちょこが書いている絵日記は、声を担当する斎藤自身が設定に合わせて作成したもの。作中に登場する同アニメエンディングテーマ「ねこにゃんダンス」の振り付けも、原作イラストを基に斎藤が行っている。
テレビアニメ『ドージンワーク』実写パート・同人誌制作企画「ドージンワクワク」では、番組内企画として共演者こやまきみことともに同人誌の制作・発行を目指してマンガを執筆し無事完成させた。
小学生の頃に獣医を目指していた時期もあり、将来に通う学校の学費のためにこづかいを貯金していたりもしていたという。
書道師範代の資格を持ち、指導書に手本として掲載されたこともあるという。漢字が苦手。『Solty Reidio』では、台本の読み間違いを同番組ラジオCDのタイトルにする（『亡きローズ・アンダーソンをイツクシんで…』）、「ソルティ先生の偏差値0からの漢字検定」（後に「ローズ先生の偏差値0からの漢字検定」に改称）というコーナーができる、と様々な形で漢字知識不足がネタにされていた。また、コンビニのレジ打ち、こどもショーの司会、育児相談、ポケモンセンターのお姉さん、など様々なアルバイト経験がある。

## 出演
太字はメインキャラクター。

### テレビアニメ
2005年
- IZUMO -猛き剣の閃記-（白虎）
- SoltyRei（ソルティ・レヴァント）

2006年
- ちょこッとSister（ちょこ）
- HANOKA〜葉ノ香〜（ユウリ・カミノザ）
- びんちょうタン（あろえ）
- まもって!ロリポップ（サン・シェラルド）
- 錬金3級 まじかる?ぽか〜ん（ゆうま）

2007年
- アイドルマスター XENOGLOSSIA（双海真美、子供）
- げんしけん2（麻田 / にゃーこ）
- スケッチブック 〜full color's〜（空閑木陰、ピーちゃん、友人A、野球部員、レジのお姉さん、ユタンポ、すずめ、銀行員）
- ドージンワーク（露理）
- ぷるるんっ!しずくちゃん あはっ☆（ロゼちゃん）
- MASTER of EPIC The AnimationAge（ワラゲッチャー・グリーン）

2008年
- 狂乱家族日記（オデッサ・エイ）
- 恋姫†無双（悪ガキ）

2009年
- 犬夜叉 完結編（芯太）
- うみものがたり 〜あなたがいてくれたコト〜（女の子）
- ケロロ軍曹（スタン）
- 咲-Saki-（2009年 - 2014年、東横桃子） - 3シリーズ
- クプ〜!!まめゴマ!（チェリーちゃん）
- 宇宙をかける少女（獅子堂桜）

2010年
- アマガミSS（2010年 - 2012年、幼少時代の純一、小学生の純一） - 2シリーズ
- 裏切りは僕の名前を知っている（人形F）
- とある科学の超電磁砲（少女）
- みつどもえ（2010年 - 2011年、チクビ、栗山愛子、先生） - 2シリーズ
- WORKING!!（2010年 - 2015年、小鳥遊なずな） - 3シリーズ

2011年
- THE IDOLM@STER（つばめ#11）
- Aチャンネル（ミホ / 野山美歩）
- ファイ・ブレイン 神のパズル（2011年 - 2013年、女子生徒、男の子、メランコリィ） - 3シリーズ
- ラストエグザイル-銀翼のファム-（幼少期のハイネ）

2012年
- 境界線上のホライゾンII（トマス・シェイクスピア）

2015年
- おそ松さん（2015年 - 2025年、ハタ坊、サチコ、大学生、電話の声、お天気お姉さん） - 4シリーズ + 特別編

2016年
- 石膏ボーイズ（子供）
- 少年メイド（日野慎司）
- 坂本ですが?（女子生徒）
- WWW.WORKING!!（東田咲子、アライさん）

2018年
- 深夜!天才バカボン（カップル女）

2024年
- 貼りまわれ!こいぬ（偽こいぬ）

### 劇場アニメ
- 風の又三郎（2016年、ミミズ）
- えいがのおそ松さん（2019年、ハタ坊[22]）
- おそ松さん〜ヒピポ族と輝く果実〜（2022年、ハタ坊[23]）
- おそ松さん〜魂のたこ焼きパーティーと伝説のお泊り会〜（2023年、ハタ坊[24]）

### OVA
- 星の海のアムリ（2008年、ペリエ・ラ・メール[25]）
- 異世界の聖機師物語（2009年、マリア・ナナダン）
- Aチャンネル+smile（2012年、ミホ / 野山美歩）
- 咲日和（2015年、東横桃子）
- Aチャンネル+smile（2017年、ミホ / 野山美歩）

### ゲーム
2006年
- Separate Hearts（双葉碧）
- パルフェ -Chocolat Second Style-（沢崎美緒）
- 闇夜にささやく〜探偵 相楽恭一郎〜（影森澪）

2007年
- BALDR BULLET EQUILIBRIUM（ヘナ・ブラカシュ）

2008年
- マナケミア2 〜おちた学園と錬金術士たち〜（ティトリ）

2009年
- クイーンズブレイド スパイラルカオス（キュート）

2010年
- 咲-Saki- Portable（東横桃子）
- ぱすてるチャイムContinue（神原幸子）

2012年
- ガールフレンド（仮）（正岡真衣）

2013年
- 境界線上のホライゾン PORTABLE（トマス・シェイクスピア）
- 子供に安心して与えられるゲームシリーズ 世界名作童話 親子で読めるゲーム絵本 冒険編（システムボイス、システム中の長靴をはいた猫）
- 子供に安心して与えられるゲームシリーズ 世界名作童話 親子で読めるゲーム絵本 プリンセス編（システムボイス、システム中の長靴をはいた猫）

2014年
- 神撃のバハムート（リザ）
- 新・世界樹の迷宮2 ファフニールの騎士（フロースの宿の娘）

2015年
- 咲-Saki- 全国編（東横桃子）
- ポップアップストーリー 魔法の本と聖樹の学園（メアリー・レイン）
- ガールフレンド（♪）（正岡真衣）

2016年
- おそ松さんのへそくりウォーズ〜ニートの攻防〜（ハタ坊）
- TERA（エリーン）
- Shadowverse（リザ）

2017年
- おそ松さん THE GAME はちゃめちゃ就職アドバイス -デッド オア ワーク-（ハタ坊）

2018年
- きららファンタジア（ミホ）
- 黒騎士と白の魔王（天仙娘々、ランドグリーズ）

2021年
- アニマエ・アルケー（神凪、ののの）

2023年
- ラグナドール 妖しき皇帝と終焉の夜叉姫（天井嘗め）
- 麻雀格闘倶楽部Sp（東横桃子）

### ドラマCD
2006年
- ちょこッとSister あんちょこ1冊目 - 4冊目（ちょこ）
- スーパーメイドちるみさん（香田ちるみ）

2007年
- うりポッ（天野有里子）
- Sketch Book Stories 〜前夜祭〜（空閑木陰）

2008年
- DEARS 十二星座物語 Artemis Side（かに座 朗読）

2010年
- しなこいっ（八雲美子）
- みつどもえ ドラマCD〜伝説のはじまり〜（ちくび）
- 亡き少女の為のパヴァーヌ（須磨・キャセリン・舞子）

2019年
- おそ松さん 松野家のわちゃっとした感じ （ハタ坊）

### ラジオ
※はインターネット配信。
- 小野坂・桃井・ももこの電脳戦隊モモンガーW（文化放送：1999年10月 - 2000年3月）
- 明・めぐみのドリーム・ドリーム・パーティ（文化放送：2002年）
- 斎藤桃子のドリーム・ドリーム・ピーチ（ドリパ付属WEBラジオ：2002年5月 - 2003年3月※）
- 坂本美里のらむ☆らむ☆みるく学園（JAM STATION：2002年5月 - 2003年3月※）
- 庄子・宮崎・斎藤の放課後ひみつ会議（アニスタ.TV：2004年11月 - 2005年4月※）
- クローバーの夜遊びカーニバル（ラジオ関西：2005年4月 - 2006年3月、アニスタ.TV：2005年4月 - 2007年11月※）
- 声優グラッチェ（ラジオ関西・アニスタ.TV：2005年4月 - 2007年3月※）
- Solty Reidio（音泉・ランティスウェブラジオ：2005年10月 - 2006年7月、特別配信：2006年8月14日〈7月29日公録〉※）
  - Solty Reidio 地下街中継局（アニメイトTV：2005年11月 - 2006年4月※）
  - Solty Reidio ハンターズギルド中継局（BEWE：2006年5月 - 同年8月、有料配信（月2回）、全8回※）
  - Solty Reidio 番外編（『SoltyRei』DVD-BOX特典CD）
  - Solty Reidio 復活編（『＜音泉＞10周年記念24時間生放送』（2014年7月6日 15:00〜※）後日完全版が音泉公式サイトで配信
- ちょこッと☆らじお!（アニスタ.TV：2006年6月30日 - 同年12月22日、隔週※）
  - ちょこッと☆らじお!出張版（キャララジオ：2006年8月4日・同月18日、全2回※）
- モーソーワーク（アニスタ.TV、メディファクラジオ：2007年6月 - 同年9月、全16回※）
- 亡き少女の為のパルランド（響インターネットラジオステーション：2010年3月18日 - 同年8月19日、全12回※）
- おしゃべりやってまーす（K'z Station：2006年6月8日※）
- 集まれ昌鹿野編集部（ラジオ関西：第18回）
- 美佳子@ぱよぱよ（アニメイトTV：#610、#692※）
- A&G 超RADIO SHOW〜アニスパ!〜（文化放送：#149）
- 春香とやよいの弥生式らじお（ランティスウェブラジオ：第22回、第36回、第37回※）
- ファイ・ブレイン ラジオ 〜マルコーニの称号 アナザーピース（HiBiKi Radio Station:第二回※）
- YAMAKING!! シリーズ（1期#5、2期#12、3期#13※）
- NAGAKING!!（#8※）
- 『TVアニメ「おそ松さん」WEBラジオ シェーWAVE おそ松ステーション』(アニメイトTV：第4回、第27回、第38回※)

#### ラジオCD
- 井上喜久子のアネカンRADIO（Vol.1〈アニカンR付録〉)
- 集まれ昌鹿野大全集1〜純〜
- Solty Reidio
  - COURL_1『AICましてGONZOわ』
  - COURL_2『亡きローズ・アンダーソンをイツクシんで…』
  - COURL_3『はじめまして、斎藤すももです』
- おそ松さん第2期 シェーWAVE おそ松ステーション DJシェーD
- おそ松さん第3期 シェーWAVE おそ松ステーション DJシェーD

### CM
- GONZO STYLE（ナレーション、2006年1月 - 2007年7月頃）
- ぷるるんっ!しずくちゃん関係（ナレーション）
  - 主題歌シングルCD Sister MAYO with D.D.S 『ぷるるんっ!しずくちゃん / しずくの森からこんにちは』（2006年10月 - 同年12月）
  - コロちゃんパック ぷるるんっ!しずくちゃん（2007年1月 - 同年3月）
  - 主題歌DVD 『しずくの森の音楽会』（2007年3月 - 同年5月）
  - テレビアニメ ぷるるんっ!しずくちゃん DVD（2007年3月 - 2008年4月）
  - ぷるるんっ!しずくちゃん ソングコレクション 『しずくの森のヒットパレード!』（2007年5月 - 同年6月）
  - ぷるるんっ!しずくちゃん 着うた配信サービス（2007年7月 - 2008年3月）

### オリジナルビデオ
- CROSS OVER（2005年、齋藤モモコ）
- Princess Cat（2006年、西町すもも）
- パルフェ Another Story（2006年、沢崎美緒）

### テレビ番組
※はインターネット配信。
- アニメ天国（レポーター：2005年4月 - 同年9月、コーナーレギュラー：2005年10月 - 2006年10月）
- アニメぱらだいす!（特派員：2005年4月 - 2006年3月、レギュラー：2006年4月 - 2007年4月）
- Dream Factory（2004年5月 - 2005年3月）
- 斎藤桃子の「ちょこッと☆ぽつッと」（2006年7月 - 同年12月、アニメイトTV※）
- Club AT-X 櫻井探偵事務所（#86、#87 2006年01月、ゲスト、レポーター[39] / 復活SP、2013年12月29日）
- 宇宙かけTV WEBをかけるMAKO!（BEAT☆Net Radio!：第3回※）
- 斎藤桃子が贈る「高津カリノの部屋」（2018年9月23日、Youtube※）[40]
- イヤミ&トト子のメリークリス松！〜シェーなる夜〜【2021】（2021年12月22日、Youtube Live※）[41]

### 映像商品
- 陸の界賊 -オカノカイゾク-
- 咲-Saki-フェス 四角い宇宙でSquarePanic!
- ワグナリア 〜初夏の大大大大感謝祭〜（WWW.WORKING!!第1巻特典DVD）
- おそ松さんスペシャルイベント フェス松さん'16
- おそ松さんスペシャルイベント フェス松さん'18
- おそ松さんスペシャルイベント フェス松さん'21

### その他コンテンツ
- DAM『あにそんボーカル』「近道したい」[42]
- 日産『リーフ君とじゅんじゅん』（リーフ君）[43]

## ディスコグラフィ

### キャラクターソング
| 発売日   | 商品名 | 歌                                                                 | 楽曲                                                                | 備考 |
| 2006年   | 2006年 | 2006年                                                             | 2006年                                                              | 2006年 |
| -------- | --- | ------------------------------------------------------------------ | ------------------------------------------------------------------- | --- |
| 1月25日  | SoltyRei キャラクター&ラジオテーマCD 〜ソルティ×ローズ〜                                                   | ソルティ（斎藤桃子）                                               | 「believe...」                                                      | Webラジオ『Solty Reidio』オープニングテーマ                                                                                             |
| 5月24日  | しちゃいましょう                                                                                           | ゆうま（斎藤桃子）                                                 | 「しちゃいましょう sensuous（ゆうまVer.）」                         | テレビアニメ『錬金3級 まじかる?ぽか〜ん』第1話エンディングテーマ                                                                        |
| 12月20日 | ちょこッとSister あんちょこ4冊目                                                                           | ちょこ（斎藤桃子）                                                 | 「ねこにゃんダンス〜ちょこのカラオケ BOX version」                  | テレビアニメ『ちょこッとSister』関連曲                                                                                                  |
| 2007年   | |                                                                    |                                                                     | |
| 6月22日  | DRAMA CD うりポッ                                                                                          | 天野有里子（斎藤桃子）                                             | 「トキメキ☆無問題（も〜まんたい）」                                 | ドラマCD『うりポッ』オープニングテーマ                                                                                                  |
| 9月      | TVアニメ『ドージンワーク』公式同人誌『ドージン革命』付録CD                                                 | 露理（斎藤桃子）                                                   | 「未来のために」                                                    | テレビアニメ『ドージンワーク』実写パート「ももこときみこのドージンワクワク♥」挿入歌                                                     |
| 10月10日 | アイドルマスター XENOGLOSSIA キャラクターアルバム Vol.2「熱唱！巨大（サンライズ）ロボットアニメソング 嵐」 | 双海真美（斎藤桃子）                                               | 「疾風ザブングル」                                                  | テレビアニメ『アイドルマスター XENOGLOSSIA』関連曲                                                                                      |
| 12月19日 | アムリとやっちゃおうよ!                                                                                    | アムリ率いる宇宙少女ヴァンアレン隊                                 | 「やっちゃおうよ!」                                                 | OVA『星の海のアムリ』主題歌 |
| 12月31日 | うさみみショートケーキ                                                                                     | たまタン（斎藤桃子）                                               | 「うさみみショートケーキ」                                          | こげどんぼ*と2-dimensionのコラボ企画『たまタン』キャラクターソングCD第1弾 コミックマーケット73にて2-dimensionによる同人音楽CDとして頒布 |
| 2008年   | |                                                                    |                                                                     | |
| 3月19日  | ぷるるんっ!しずくちゃん あはっ☆ ソングアルバム ぷるそんぱー!!                                              | ロゼちゃん（斎藤桃子）                                             | 「ロゼ色 シルヴプレ」                                               | テレビアニメ『ぷるるんっ!しずくちゃん あはっ☆』関連曲                                                                                   |
| 7月30日  | すずとやっちゃおうよ!                                                                                      | すず率いる宇宙少女ヴァンアレン隊                                   | 「すずめの兵隊さん」                                                | |
| 8月16日  | USB!!! -うさみみ すぅい〜と ばに〜がぁる-                                                                  | たまタン（斎藤桃子）                                               | 「USB!!! -うさみみ すぅい〜と ばに〜がぁる-」 「きらきらびより」    | こげどんぼ*と2-dimensionのコラボ企画『たまタン』キャラクターソングCD第2弾 コミックマーケット74にて2-dimensionによる同人音楽CDとして頒布 |
| 10月1日  | ペリエとやっちゃおうよ!                                                                                    | ペリエ率いる宇宙少女ヴァンアレン隊                                 | 「ケルトの海でkuyuraruLa…」                                         | |
| 10月1日  | ペリエとやっちゃおうよ!                                                                                    | ペリエ（斎藤桃子）                                                 | 「海鳥花 -ペリエVer.-」                                             | |
| 12月29日 | どきどき!たまタン×はろぅわーるど☆                                                                          | たまタン（斎藤桃子）                                               | 「どきどき!たまタン」 「はろぅわーるど☆」                           | こげどんぼ*と2-dimensionのコラボ企画『たまタン』キャラクターソングCD第3弾 コミックマーケット75にて2-dimensionによる同人音楽CDとして頒布 |
| 2009年   | |                                                                    |                                                                     | |
| 7月17日  | どきどき!たまタン コミックス第1巻特装版付録CD                                                              | たまタン（斎藤桃子）                                               | 「ハートのリズム」                                                  | 漫画『どきどき!たまタン』関連曲 |
| 7月29日  | THE 夢のヒットスクエア キャラソン対局編                                                                    | 東横桃子（斎藤桃子）                                               | 「ステルス・モ・モ・モード」                                        | テレビアニメ『咲 -Saki-』関連曲 |
| 8月15日  | ハッピー!スマイル☆たまタン                                                                                 | たまタン（斎藤桃子）                                               | 「ハッピー!スマイル☆たまタン」                                      | こげどんぼ*と2-dimensionのコラボ企画『たまタン』キャラクターソングCD第4弾 コミックマーケット76にて2-dimensionによる同人音楽CDとして頒布 |
| 12月4日  | どきどき!たまタン コミックス第2巻特装版付録CD                                                              | たまタン（斎藤桃子）                                               | 「ときめきダイアリー」                                              | 漫画『どきどき!たまタン』関連曲 |
| 2010年   | |                                                                    |                                                                     | |
| 11月24日 | みつどもえ キャラクターソングVol.7 チクビ                                                                  | チクビ（斎藤桃子）                                                 | 「チクビの七変化」 「おしえてチクビちゃん」                         | テレビアニメ『みつどもえ』関連曲 |
| 2016年   | |                                                                    |                                                                     | |
| 9月7日   | おそ松さん Original Sound Track Album                                                                      | イヤミ（鈴村健一）、トト子（遠藤綾） feat.おそ松さんオールスターズ | 「SIX SAME FACES 〜今夜も最高!!!!!!!!!!!!!!〜 type FINAL」          | テレビアニメ『おそ松さん』エンディングテーマ                                                                                            |
| 2021年   | |                                                                    |                                                                     | |
| 2月24日  | Amazing Intelligence 〜クズは最高!!!!!!!!!!!!!♡♡△△〜                                                       | オムスビ（山本和臣） with おそ松さんオールスターズ                 | 「Amazing Intelligence 〜クズは最高!!!!!!!!!!!!!♡♡△△〜」            | テレビアニメ『おそ松さん』第3期エンディングテーマ                                                                                       |
| 8月18日  | おそ松さん Original Sound Track Album3                                                                     | オムスビ（山本和臣） with おそ松さんオールスターズ                 | 「Amazing Intelligence 〜クズは最高!!!!!!!!!!!!!♡♡△△〜 Type FINAL」 | テレビアニメ『おそ松さん』第3期エンディングテーマ                                                                                       |

### その他ライブ映像
- アニぱら音楽館 EXTREME LIVE（2007年8月22日）

## 書籍
- インターネットラジオステーション＜音泉＞×Animage -10th Anniversary Memorial Photo & Media Book-（2014年12月29日）

### シリーズ一覧
1. ↑  第1期（2015年 - 2016年）、特番『おうまでこばなし』（2016年12月12日）、第2期（2017年 - 2018年）、第3期（2020年 - 2021年）、第4期（2025年）

### 初出話一覧
1. ↑  第4期 第1話初出

### ユニットメンバー
1. ↑  牧野由依、相澤みちる、斎藤桃子
2. ↑  相澤みちる、牧野由依、斎藤桃子
3. ↑  斎藤桃子、牧野由依、相澤みちる
4. ↑  櫻井孝宏、中村悠一、神谷浩史、福山潤、小野大輔、入野自由、國立幸、上田燿司、飛田展男、斎藤桃子、井上和彦、くじら
5. ↑  松野おそ松（櫻井孝宏）、松野カラ松（中村悠一）、松野チョロ松（神谷浩史）、松野一松（福山潤）、松野十四松（小野大輔）、松野トド松（入野自由）、弱井トト子（遠藤綾）、イヤミ（鈴村健一）、チビ太（國立幸）、デカパン（上田燿司）、ダヨーン（飛田展男）、ハタ坊（斎藤桃子）、松野松造（井上和彦）、松野松代（くじら）、橋本にゃー（山下七海）